# Dybówko
Dybówko – osada w Polsce położona w województwie warmińsko-mazurskim, w powiecie ełckim, w gminie Prostki. 
W latach 1975–1998 miejscowość administracyjnie należała do województwa suwalskiego.
Na wschodnich krańcach wsi bierze swój początek Bocianka, struga dorzecza Narwi.
Przed II wojną znajdował się tu dwór i majątek ziemski. Dwór został rozebrany przez okolicznych mieszkańców (cegła posłużyła jako budulec do budowy okolicznych domów)]. Po wojnie powstał tu Państwowy Ośrodek Hodowli Zarodowej (PGR). Obecnie we wsi znajduje się jedna z kaplic dojazdowych parafii Różyńsk Wielki. Obecnie wieś zamieszkuje 35 rodzin.